# Таксидермия

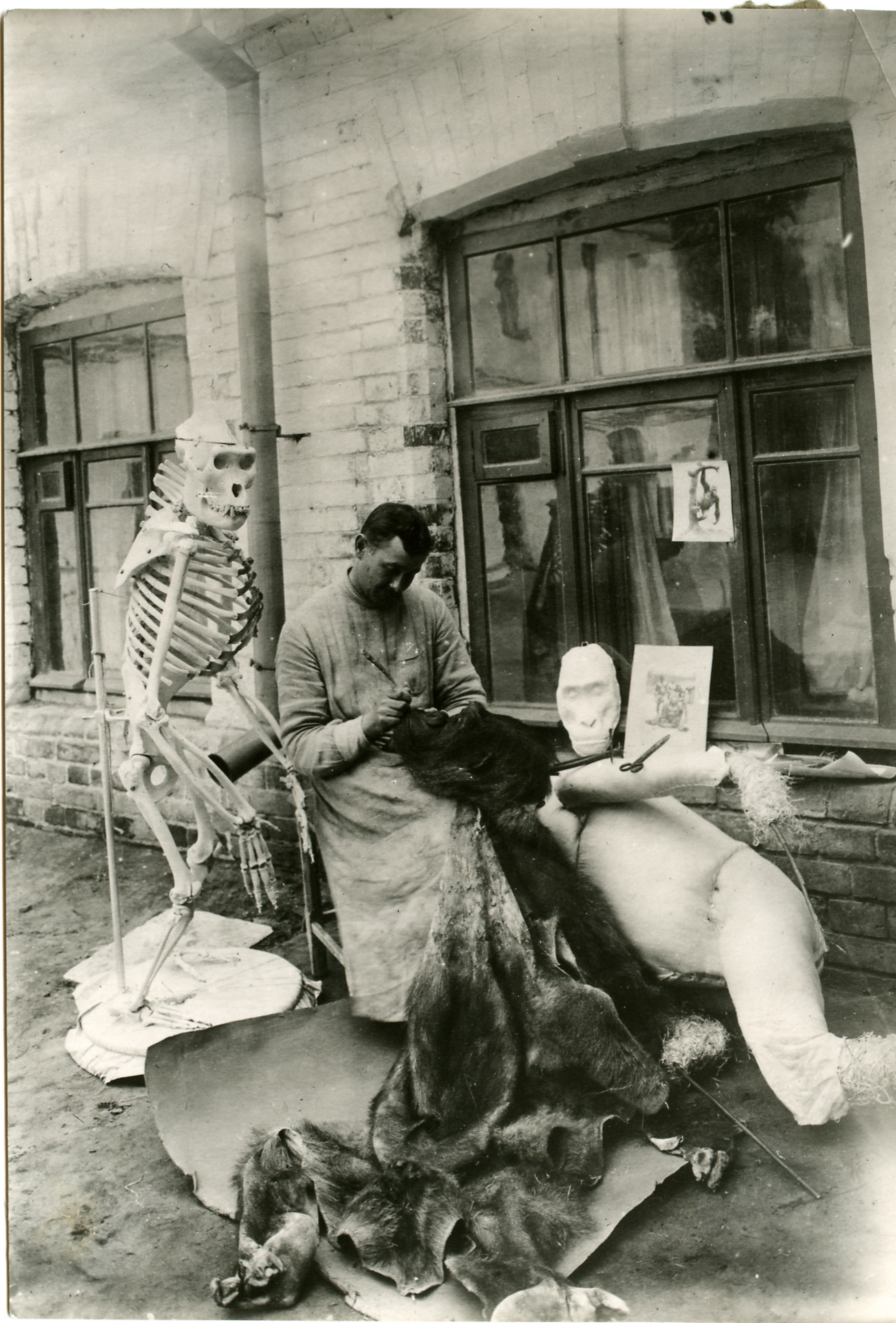
Таксидермист Ф. Федулов за изготовлением чучела гориллы в 1914 году. Изготовленное им чучело до сих пор находится в экспозиции Дарвиновского музея

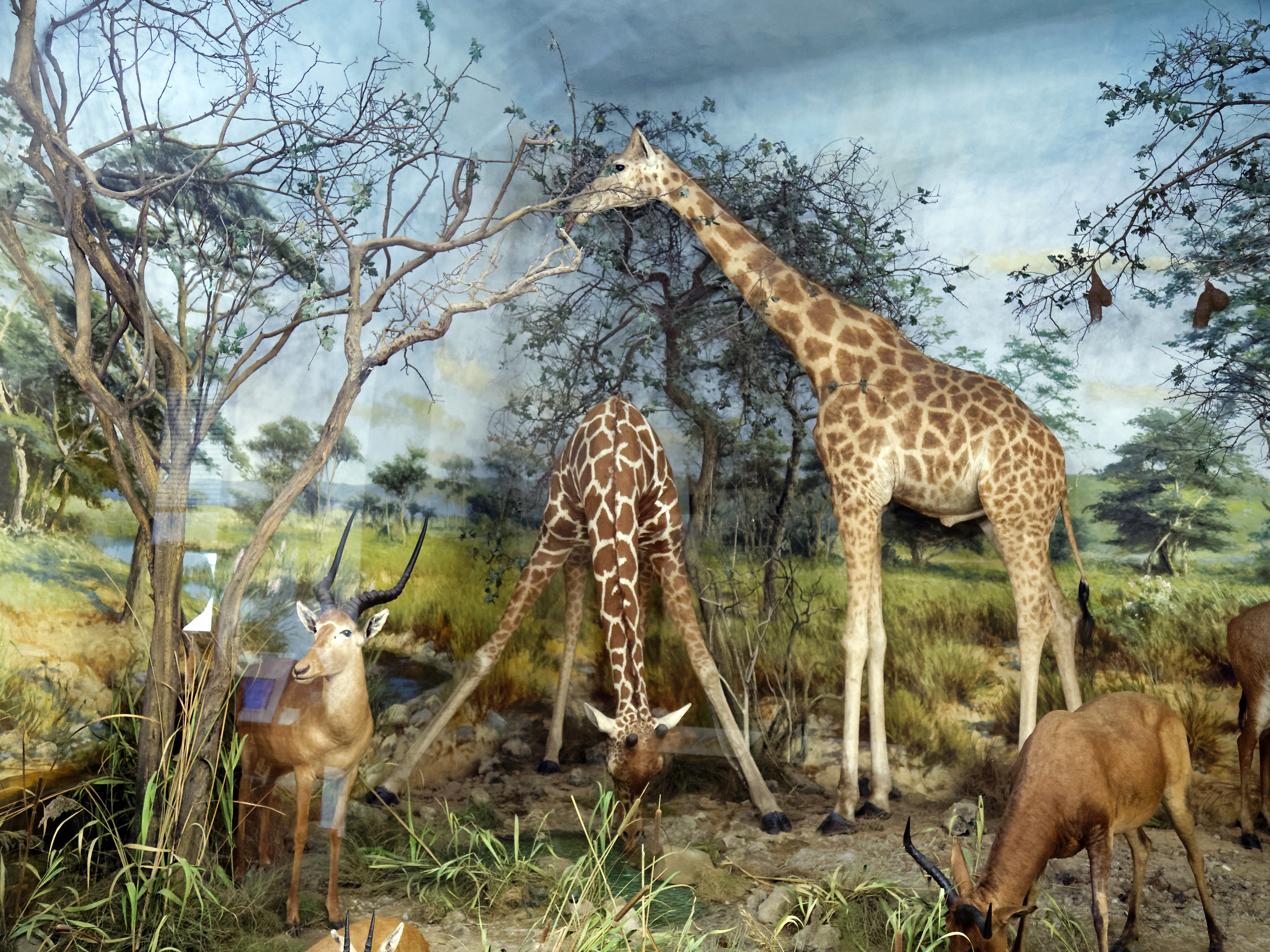
Диорама с чучелами антилоп и жирафов в музее Пауэлла-Коттона, Великобритания

Таксидерми́я (др.-греч. τάξις «[приведение в] порядок» + δέρμα «кожа, шкура») — способ изготовления реалистичных изображений (чучел) животных, основой при котором является шкура животного. Она собирается на некую основу, а полость внутри заполняется наполнителем. Современная таксидермия использует «манекены» (внутреннюю основу из пенополиуретана с анатомическим сохранением пропорций всех частей тела и объёма мышц). В основном таксидермия применяется для изготовления музейных экспонатов, а также для сохранения охотничьих трофеев.

## Технология
Для изготовления чучела идут мёртвые (убитые на охоте или погибшие) представители фауны с минимальным количеством повреждений на шкуре. 
Основой при производстве чучел служит металлический или деревянный каркас. При мягкой набивке необходимая форма придаётся по мере наполнения шкуры мягким материалом (пакля, вата). При изготовлении чучела с использованием манекена шкуру надевают на готовую жёсткую модель животного. Манекен представляет собой копию фигуры животного в заданной позе, сделанную либо способом накрутки на каркас из мягкого материала, либо из металлической сетки, папье-маше, пластмассы, монтажной пены. Современные манекены изготавливаются из ППУ.

## Знаменитые чучела
- Грипсхольмский лев — подарок Фредрику I от алжирского бея
- Белка и Стрелка — собаки-космонавты
- Лизетта — лошадь Петра Первого
- Тиран — собака Петра Первого (хранится в Санкт-петербургской Кунсткамере вместе с Лизеттой)
- Упоротый лис

## В кино
- Психо — 1960, режиссёр Альфред Хичкок
- Таксидермия — 2006, режиссёр Дьёрдь Пальфи.